# Batman: Arkham Origins
Batman: Arkham Origins è un videogioco sviluppato da Warner Bros. Games Montréal basato sul supereroe dei fumetti della DC Comics Batman.
Si tratta del prequel della trilogia principale della saga videoludica di Batman: Arkham. È stato pubblicato il 16 ottobre 2013 in tutto il mondo per iOS, il 25 per le piattaforme PlayStation 3 e Xbox 360, l'8 novembre per Microsoft Windows e Wii U e il 25 luglio 2014 per Android.
Il titolo si svolge in una mappa una volta più grande rispetto a quella di Batman: Arkham City, in quanto è possibile esplorare la parte di Gotham City già vista nel secondo capitolo, più una inedita e di uguale grandezza. Inoltre, tra le nuove location troviamo la Batcaverna, il Pioneer's Bridge, uno dei grandi ponti di Gotham, e la Final Offer, la nave di proprietà del Pinguino. Sono stati introdotti nuovi gadget e fanno comparsa nuove tipologie di nemici: è inoltre disponibile l'utilizzo del Batwing per lo spostamento rapido da un quartiere all'altro della città. Un'altra novità rilevante è senza dubbio una versione più avanzata, rispetto ad Arkham City, della ricostruzione della scena del crimine; attraverso la modalità detective e i dati raccolti Batman può letteralmente riprodurre i fatti avvenuti nel crimine su cui sta indagando.
Gli eventi si svolgono diversi anni prima di quelli narrati in Batman: Arkham Asylum e viene mostrato un Batman più giovane e meno esperto nella lotta al crimine, dove incontra per la prima volta alcuni dei suoi più grandi nemici e alleati. In questa avventura il Cavaliere Oscuro non ha ancora ottenuto il suo status di paladino di Gotham City, ma agisce come un vigilante la cui stessa esistenza è ancora oggetto di dubbio da parte di molti poliziotti e criminali.

## Sviluppo
Nel luglio del 2012 su Internet sono comparsi diverse indiscrezioni che descrivevano il terzo videogioco della saga di Batman: Arkham come un prequel ambientato nella Silver Age, in cui avrebbero preso parte altri supereroi della DC quali Superman, Wonder Woman, Lanterna Verde e Flash. Il videogioco avrebbe narrato il primo incontro tra Batman e Joker, e il periodo di uscita è stato indicato per il 2014. Nel febbraio del 2013, John K. Martin della Time Warner ha dichiarato che il terzo videogioco della serie sarebbe stato pubblicato nel corso dell'anno, mentre altre fonti hanno affermato che lo sviluppo dello stesso non era stato realizzato da Rocksteady Studios, ma da un altro team. Il 9 aprile dello stesso anno, Warner Bros. Interactive Entertainment annuncia ufficialmente Batman: Arkham Origins, terzo videogioco della serie che si presenta come un prequel della stessa e che vede allo sviluppo il team canadese Warner Bros. Games Montréal, autore nel 2012 della versione per Wii U di Batman: Arkham City, intitolata Armoured Edition. Il team canadese ha iniziato a lavorare su Arkham Origins poco dopo l'uscita di Arkham City negli ultimi mesi del 2011, mantenendo il gameplay di quest'ultimo, ma aggiungendo comunque qualche novità. Warner Bros. Games Montréal ha motivato il fatto di sviluppare un prequel e di non apportare modifiche sostanziali alla giocabilità per lasciare a Rocksteady Studios il privilegio di dare un seguito agli eventi di Arkham City e di rivoluzionare il gameplay della serie. Rocksteady Studios si è dichiarata eccitata all'idea di vedere Warner Bros. Games Montréal allo sviluppo di un prequel della saga, e ha confidato nel nuovo team riguardo un'ottima riuscita del videogioco.
Batman: Arkham Origins è il primo videogioco della saga a prendere il nome dalla celebre struttura psichiatrica dei fumetti senza però esservi, direttamente o meno, ambientato. In merito a questo, il capo dell'ufficio creativo della DC Comics Geoff Johns ha dichiarato: "Arkham evoca un senso di follia e caos incarnato nelle menti contorte e crudeli dell'universo di Batman. Doveva cominciare da qualche parte. Questo gioco racconterà davvero qualcosa in più sulle origini del folle mondo di Arkham".

## Trama
Sono passati due anni da quando Batman ha fatto il suo debutto a Gotham e nonostante le sue alquanto chiare intenzioni, la polizia ancora lo reputa un fuorilegge e vuole catturarlo. La notte della vigilia di Natale, a pochi minuti dall'esecuzione pubblica dell'Uomo Calendario al penitenziario di Blackgate, la struttura viene presa d'assalto da Roman Sionis, il boss della malavita meglio noto come Maschera Nera, e i suoi scagnozzi. Maschera Nera interrompe l'esecuzione dell'Uomo Calendario e al suo posto mette nella camera a gas il corrotto commissario di polizia Gillian Loeb che ha preso come ostaggio, giustificandosi che non vale più la pena corromperlo. Batman raggiunge il penitenziario, ma arriva troppo tardi: Loeb è già stato giustiziato. Seguendo Maschera Nera, Batman affronta uno dei suoi scagnozzi, un mostruoso uomo che risponde al nome di Killer Croc. Batman lo sconfigge, ma prima di tramortirlo, Croc rivela che egli non è l'unico da cui si dovrà guardare e che una taglia pende sulla sua testa.
Sfuggito alla polizia, ora capitanata dal capitano Gordon, Batman fa ritorno alla Batcaverna e, tramite dei dati ottenuti da un drone che stava seguendo Sionis al penitenziario, scopre di cosa stava parlando Killer Croc: Maschera Nera ha assoldato ben otto mercenari come guardaspalle, promettendo cinquanta milioni a chi ucciderà il vigilante: oltre a Killer Croc, sulla lista figurano il famigerato Bane; Deadshot, il più grande cecchino del mondo; Deathstroke, un "fallito" super soldato; Firefly, un folle piromane; Electrocutioner, un mercenario esperto di corpo a corpo e armato di guanti elettrici; Copperhead, una misteriosa combattente sudamericana che si dice sia per metà serpente, e infine Shiva, una delle migliori assassine del mondo. Alfred suggerisce di mantenere un basso profilo e restare alla Batcaverna, ma preoccupato per gli innocenti che potrebbero rimanere coinvolti Batman decide di fermare Maschera Nera.
Partendo dalla manifattura del drone, Batman si mette alla ricerca del Pinguino, un trafficante d'armi da poco apparso nel mondo criminale ma che sta già togliendo molto potere ai boss storici della città, per trovare Sionis. Rintracciata la sua base sulla Final Offer, una vecchia nave attraccata al porto, dove viene gestito il racket di Pinguino più i suoi giochi d'azzardo e i suoi scontri di lotta, Batman incappa in Electrocutioner, che mette al tappeto in un colpo solo, ma incautamente non lo immobilizza e, mentre continua la ricerca di Cobblepot, l'assassino scappa.
Trovato Pinguino, intento a torturare Alberto, il figlio di Carmine Falcone, per spingere questi a ritirarsi dalla malavita, Batman lo interroga, ma il malavitoso fa in tempo solo a dirgli che tutto ciò che sa su Maschera Nera è che è coinvolto in un omicidio presso il suo condominio alle Lacey Towers, prima che Deathstroke lo trascini sul ring per affrontarlo, permettendo a Cobblepot di mettersi in salvo. Batman riesce a trionfare anche contro questo sicario, lo immobilizza, chiede ad Alfred di avvertire anonimamente la polizia per catturarlo e gli sottrae un suo gadget, l'artiglio remoto. Sulla via per la scena del crimine alle Lacey Towers, Alfred fa delle ricerche sul caso: sembrerebbe che giorni addietro qualcuno è stato ucciso nell'appartamento e incredibilmente tra le vittime figura lo stesso Sionis.
Da quello che la polizia ha scoperto sembra che Pinguino abbia ucciso Maschera Nera e la sua ragazza Tiffany Ambrose due giorni prima, per poi bruciare il locale con un cocktail Molotov per distruggere le prove, ma analizzando meglio la scena del crimine Batman scopre che la verità è un'altra: Pinguino è giunto dopo l'omicidio, il vero colpevole è un altro, un tale nominato dagli SMS del telefono della donna come "Joker", il quale dopo aver ucciso le due vittime avrebbe avuto una colluttazione con un altro individuo. A causa di dati insufficienti per chiarire il tutto, Batman si trova costretto a introdursi nel commissariato per ottenere più informazioni dal database della polizia. Con cautela, Batman riesce a sgattaiolare nell'edificio, osservando il solito via vai di corruzione, capitanato da Howard Branden, il capo della SWAT al soldo di Maschera Nera e interessato alla taglia di Batman. L'unico che sembra essere onesto è il capitano Gordon, impegnato a litigare con la sua giovane figlia Barbara (la quale sostiene caparbiamente che Batman sia un eroe contro il parere del padre) e a dare istruzioni ai suoi uomini sulla vicenda degli assassini. Per sminuire Gordon, Branden tenta di liberare i detenuti nell'ala di detenzione, ma Batman ferma questo piano, venendo visto da alcuni paramedici giunti a salvare i feriti.
Raggiunta la stanza dei server, Batman incontra Barbara, che lo aiuta rivelandogli che i cavi telefonici necessari ad immettersi nel server principale sono nelle fognature al di sotto della centrale. Cercando di uscire, Batman si imbatte in Gordon: il vigilante cerca di convincerlo a non perseguirlo, ma l'uomo rifiuta di vederlo dalla parte della legge. Nelle fognature, Batman scopre come gli uomini di Maschera Nera stanno ammassando tonnellate di esplosivo sotto la caserma, il che è strano dal momento che metà del corpo di polizia è sul suo libro paga; inoltre, più di uno fra loro parla di come Sionis si stia comportando stranamente da quando ha messo quella taglia su Batman. Collegatosi al database della polizia, Batman riesce a risolvere il caso delle Lacey Towers: il presunto Maschera Nera trovato morto non è Roman Sionis ma un suo sosia, mandato in avanscoperta dal vero malavitoso e ucciso da Joker; il vero Sionis è poi irrotto nell'appartamento di soppiatto per sorprendere Joker, ma questi ha avuto la meglio e l'ha portato via ancora vivo, non prima però bruciare l'appartamento e costringere il boss ad uccidere la sua fidanzata. Il Pinguino è giunto solo in seguito a controllare se le voci sulla morte di Sionis fossero vere, finendo col contaminare la scena e essere scambiato dalla polizia per il vero responsabile.
Nonostante l'identità di questo Joker sia ancora un mistero, il perché abbia rapito Maschera Nera risulta ovvio: Sionis è il proprietario della Gotham Merchants Bank e vi ha installato degli scanner biometrici che gli garantiscono il solo l'accesso; Joker vuole usare Sionis per rapinare la più grande banca di Gotham. Giunto alla banca, Batman scopre che vi è avvenuto un vero e proprio massacro: decine di guardie, impiegati e persino membri della gang sono stati uccisi e molti dei cadaveri disposti come delle macabre decorazioni. Irrompendo nel caveau Batman scopre finalmente la verità: il Maschera Nera che ha visto a Blackgate e che ha messo una taglia su di lui è Joker e il vero Roman Sionis è legato accanto a lui; l'uomo si toglie la maschera, mostrando il suo clown-esco aspetto e la sua psicotica personalità, gassando la direttrice della banca con un gas esilarante che la uccide tra risate isteriche e un ghigno stampato in faccia. Presi i soldi e Sionis, Joker scappa, mentre Batman è lasciato ai suoi scagnozzi; una volta neutralizzati, Batman scopre da uno di loro che il clown si è rifugiato presso l'acciaieria Sionis.
Nelle strade la violenza dilaga: tra gli uomini di Maschera Nera sta infatti scoppiando una vera e propria guerra civile tra chi vuole rimanere fedele al vecchio boss e chi vuole passare dalla parte di Joker. Entrato nell'acciaieria, Batman si immette nel computer di Sionis scoprendo che sono mesi che faceva seguire Joker, preoccupato della minaccia che poteva rappresentare. Il vigilante quindi salva Sionis da un paio di torturatori, ma rifiuta di aiutare Batman. Proprio allora, Copperhead zompa su Batman e lo avvelena con il suo speciale veleno, mentre Sionis scappa via. Batman informa Alfred di mandargli subito un antidoto dopo aver analizzato il veleno e, mentre cerca di raggiungere la zona di ritiro, viene tormentato da allucinazioni di Alfred che è disgustato da quello che è diventato, di Loeb e la direttrice della banca che lo disprezzano per non averli salvati e una moltitudine di Copperhead che lo assalgono. Non appena l'antidoto arriva, Batman se lo inietta, riesce finalmente a trovare la vera Copperhead e la imprigiona in un container, pronta per essere presa dalla polizia. Sperando di avere la grazia, la donna rivela che presto si terrà un meeting con gli assassini, ma a Batman basta solo questo: rintracciando gli impulsi elettromagnetici di Electrocutioner, Batman individua la base di Joker, il Grand Royal Hotel.
Mentre Batman entra nell'hotel, Joker si rivela agli assassini rimasti, rassicurando che la taglia è ancora valida ma che è deluso dal fallimento di Electrocutioner, defenestrandolo e uccidendolo. Mentre il resto degli assassini se ne va per cacciare Batman, Bane rimane, sicuro che il pipistrello giungerà a prendere il pagliaccio. Ottenuti i guanti elettrici di Electrocutioner, Batman sale i piani dell'hotel, venendo ripreso dalle telecamere dell'elicottero del Gotham News: finalmente la città ha prove concrete della sua esistenza. Raggiunta la suite, Batman viene sorpreso da Bane. Prima di lasciarglielo, Joker chiede all'assassino di concedergli un minuto per conversare con il vigilante. Joker gli rivela così che ben presto farà saltare in aria Gotham con le bombe piazzate per i vari palazzi principali della città (distruggendone uno per dimostrare che fa' sul serio ma fortunatamente era solo un cantiere vuoto). Batman lo pesta, ma giunge Bane ad affrontarlo. Facendo uso del Venom, un potente steroide, Bane da filo da torcere a Batman, al punto che Alfred prende la decisione di chiamare la polizia in soccorso di Batman, nonostante Bruce gli dica il contrario. Con l'arrivo della polizia, Bane è costretto alla fuga. Furioso, Joker tenta di fucilarlo, ma in tutta risposta, Bane gli spara addosso un bazooka la cui esplosione lo fa cadere giù dall'edificio. Batman si fionda di sotto e lo salva, lasciando stupito il pagliaccio che, iniziando a intuire la sua filosofia, la testa di nuovo tentando di spararsi, ma Batman lo ferma, prima di scappare quando la polizia li circonda.
Internato a Blackgate, la giovane psicologa Harleen Quinzel esegue la valutazione psichiatrica del Joker. Rimanendo sempre vago nelle parole, mentre i suoi inattendibili ricordi mostrano il suo passato di fallito cabarettista e di come divenne un Cappuccio Rosso prima di essere gettato da Batman in una vasca di acido chimico, Joker spiega di come ha abbracciato la filosofia di come un uomo possa impazzire in seguito ad una brutta giornata, di come abbia sempre visto Batman come un mostro, finché non ha capito che è tale e quale a lui e che nel momento che lo ha salvato da quella caduta è diventato il suo migliore amico (a queste parole, Harleen crede erroneamente che Joker stia parlando di lei).
Alla Batcaverna, Batman si arrabbia con Alfred per avergli impedito di catturare Bane chiamando Gordon e ora lo deve cercare assieme agli altri assassini. Scoprendo che la polizia sembra aver portato Bane all'obitorio, Batman si dirige lì, ma Alfred lo rimprovera e cerca di fermarlo, perché non può tollerare che, dopo aver rischiato seriamente la vita, pensi già a lanciarsi di nuovo nel pericolo. Bruce si confronta allora col suo maggiordomo, affermando di essere l'unico baluardo di speranza in una città abbandonata eternamente alla follia e l'unico che possa ristabilire l'ordine per le strade. All'interno dell'obitorio della polizia, Batman scopre che il corpo è in realtà di uno degli uomini di Bane, ma ha qualcosa di strano: corpo e scheletro sono deformati. Batman analizza il sangue del cadavere e scopre che Bane ha usato il suo scagnozzo per testare una variante del Venom a cui ha dato il nome di TN-1, uno steroide capace di sostituire con un'unica dose il dosaggio costante (e dipendente) del Venom; tuttavia gli effetti collaterali comportano alterazioni muscolari e ossee letali e una totale distruzione dei centri mnemonici del cervello. Rintracciata la base di Bane nelle fogne, Batman fa una terribile scoperta: Bane ha scoperto la sua identità. Distrutta la base, Batman contatta Alfred, avvertendolo che non è al sicuro a Villa Wayne e di barricarsi nella Batcaverna dove sta per raggiungerlo.
Le sue intenzioni sono però messe in pausa quando Firefly mette a ferro e fuoco il Pioneer's Bridge, non solo bruciandolo, ma intrappolando dei civili e piazzando delle bombe per la struttura. Saputo degli ostaggi, Batman tenta di proporre a Gordon, arrivato sul posto, una collaborazione, ma egli rifiuta. Salvati gli ostaggi e fermate tre delle quattro bombe, la cocciutaggine del capitano gli impedisce di raggiungere l'ultima e Firefly infine lo stana e attiva il detonatore, ma per fortuna la squadra artificieri di Gordon ha già neutralizzato la bomba. Sconfitto Firefly e lasciatolo alla polizia, Batman riconosce l'efficienza e il valore di Gordon e dei suoi uomini non corrotti, mentre il capitano, dal canto suo, si decide a credere alle buone intenzioni del vigilante.
Ripreso il suo ritorno a casa, Batman riceve una comunicazione da Bane: è irrotto nella Batcaverna, l'ha distrutta ed ha ferito a morte Alfred. Batman interviene più in fretta che può, ma la caverna è in fiamme e Alfred è stato scaraventato nelle profondità della grotta e quando lo trova l'uomo gli muore tra le braccia. Il dolore sovrasta l'eroe, il quale tuttavia ricordandosi dei guanti di Electrocutioner, li usa come defibrillatori per rianimarlo, riuscendo nel suo intento. Alfred sta bene, ma Bruce è comunque devastato; Alfred stesso lo incoraggia, dicendogli  che Batman è ciò di cui Gotham ha bisogno e che nessuno può essere un eroe da solo. Bruce, rincuorato, rindossa la maschera e si prepara a partire nuovamente poiché Joker è evaso da Blackgate, ha liberato i prigionieri e sta trasformando il penitenziario in un inferno.
Arrivato a Blackgate, Batman vi trova il caos: fiamme, distruzione e cadaveri ovunque. Joker, Bane e tutti i criminali evasi si sono barricati all'interno ma la polizia esita ad entrare, poiché troppi tra loro sono morti e altrettanti sono stati presi in ostaggio. Quando Batman arriva ottiene stavolta la totale collaborazione delle forze dell'ordine, che lo aiutano a penetrare nella struttura assediata. Superati innumerevoli nemici, aiutando chiunque può, il Cavaliere Oscuro raggiunge il braccio della morte, dove Joker, divertito dal dogma di Batman di non uccidere, ha deciso di metterlo alla prova: si è legato ad una sedia elettrica la cui accensione è collegata ad un cardiofrequenzimetro a sua volta collegato al cuore di Bane. Se Bane sarà ancora vivo dopo dieci minuti, la sedia elettrica si accenderà e Joker morirà e l'unico modo che Batman ha di salvare il folle è uccidere lo stesso Bane. A complicare ulteriormente le cose c'è l'arrivo di Gordon, che viene immobilizzato da Joker e trattenuto alla stessa sedia elettrica col pagliaccio.
Batman non sa come fare e per di più sconfiggere Bane sembra quasi impossibile. Ferito e stordito, Bruce ricorda di come ha rianimato Alfred, intuendo che può arrestare il cuore di Bane per poi farlo ripartire tempestivamente mediante lo stesso processo, dando così abbastanza tempo a Gordon per liberarsi dalla sedia elettrica disabilitata. Il piano riesce, Bane collassa in preda ad un attacco cardiaco, Joker fugge ridendo per l'apparente riuscita del suo piano e Batman rianima il mercenario subito dopo. Bane è furioso: odia Batman ancora di più ora che gli deve anche la vita, ma sa che non riuscirà mai a sconfiggerlo così com'è. Per questo, nonostante la pericolosità della formula, si inietta una dose di TN-1 che portava con sé: diventato un gigante tutto muscoli, la sua mente si annebbia, vittima di una furia animale, e mentre si scaglia su Batman questi gioca d'astuzia e lo sconfigge, folgorandolo al punto tale da danneggiare la sua mente e non fargli ricordare più la vera identità del suo avversario.
Batman si dirige da Joker ma aiuta comunque Gordon a sconfiggere gli ultimi scagnozzi del clown dopo la fuga di Killer Croc. Joker intanto si è nascosto nella cappella della prigione e quando Batman lo trova, ride istericamente al pensiero di aver distrutto il grande eroe costringendolo ad uccidere Bane, ma appena il vigilante gli rivela come stanno le cose, la follia del clown esplode: Joker attacca Batman pur non avendo alcuna possibilità e, mentre lo colpisce con tutto ciò che trova, vaneggia su come loro due siano ormai uniti da un rapporto malato che li legherà per sempre. Batman, furioso e stanco, picchia Joker fino allo sfinimento, strangolandolo e ringhiando di odio per tutto ciò che gli ha fatto passare e per tutte le morti che ha causato, ma non lo uccide, limitandosi a tramortirlo.
Gordon arriva sul posto, congratulandosi con Batman e, anche se dovrebbe catturarlo, il vigilante approfitta di un suo momento di distrazione per fuggire. La polizia si riappropria di Blackgate e ne riporta al sicuro tutti i criminali che non siano già evasi. Joker viene legato e trasportato in isolamento mentre vaneggia sul suo grande rivale e sul loro legame; avanti a lui, tra la scorta, c'è Harleen Quinzel, già schiava del suo fascino. Gordon alla fine si riunisce a sua figlia Barbara riuscendo finalmente a capire come in quella folle notte abbia visto tanto la nascita di un nuovo genere di male, quanto l'alba della leggenda di un nuovo eroe.
Durante i titoli di coda si sente Joker cantare spensierato la canzone Cold, Cold Heart, e poi una trasmissione televisiva con ospite Quincy Sharp che, sconvolto dai folli che hanno a devastato Gotham, manifesta tutta la sua risoluzione nel voler riaprire il vecchio Manicomio di Arkham al fine di renderlo un centro di massima sicurezza dove i criminali, specialmente i più insani di mente, possano essere rinchiusi e curati.
In una scena dopo i titoli di coda Deathstroke, in cella, riceve la visita di Amanda Waller, la quale ha per lui ha un misterioso incarico; se accetterà, gli permetterà di uscire da Blackgate immediatamente.

## Missioni secondarie
Nel corso della storia sono disponibili delle missioni secondarie che arricchiscono la narrativa e concludibili in ogni momento del gioco.
- Enigma: un misterioso patito di rompicapi, che ammira l'operato di Batman ma non i suoi metodi, gli rivela che intende fare giustizia a modo suo, rivelando la mattina seguente i vili segreti delle persone più importanti di Gotham tramite pacchetti di dati sensibili nascosti per la città e sfruttando le antenne delle stazioni radio per ottenere informazioni. Batman deve disabilitare le antenne e recuperare i pacchetti di dati, per poi rintracciare Enigma nel suo covo che l'uomo ha però già evacuato, promettendo di tornare.
- Anarky: dopo essere uscito dalla Final Offer, un giovane protestatore e terrorista noto come Anarky dichiara di voler distruggere le basi dell'alta società di Gotham e ha piazzato delle bombe. Convinto che Batman sia dalla sua, gli offre la possibilità di lasciarlo fare o di distruggere le bombe e Batman sceglie quest'ultima opzione, per poi rintracciare Anarky al tribunale dove lo fermerà.
- Pinguino: uscito dalla stazione di polizia, Barbara (infiltratasi nelle comunicazioni di Batman) gli chiede se può usare il suo disturbatore per distruggere delle casse d'armi importate dal Pinguino sparse per la città.
- Cappellaio Matto: uscito dalle fogne, Batman incappa in un trio di criminali mascherati da conigli che, sotto ipnosi, lo invitano ad una "festa dal Cappellaio Matto". L'invito viene da Jervis Tetch, un folle sarto che ha rapito una donna che lui considera Alice. Nella sua bottega, Batman viene colpito dalle doti ipnotiche di Jervis e si ritrova a vagare nel Paese delle Meraviglie. Batman dovrà uscire e poi salvare la traumatizzata "Alice" da Jervis.
- Shiva: Shiva tenta un agguato a Batman in seguito alla rapina in banca, ma rivela che non vuole la taglia di Maschera Nera: il suo maestro l'ha mandata a investigare sul misterioso vigilante per vedere se è degno di far parte della loro setta, mettendolo alla prova. Batman esegue la prova ma rifiuta l'invito e, dopo aver battuto Shiva e i suoi scagnozzi, l'assassina promette che sentirà ancora parlare del suo maestro, per poi sparire.
- Maschera Nera: uscendo dall'acciaieria, Batman trova dei serbatoi di droghe che Maschera Nera vuole vendere in città. Batman deve distruggere i serbatoi e rintracciare l'ultimo alla chiesa, dove poi affronterà e catturerà Sionis.
- Deadshot: mentre è alla ricerca del segnale dei guanti di Electrocutioner Batman riceve un segnale SOS da uno dei tetti della città e attirato con l'inganno in una trappola da un elicottero polizia, ma un abilissimo cecchino lo abbatte e, rintracciando il colpo, il vigilante trova Deadshot, che lo invita a prenderlo all'interno della banca. Segue quindi una missione stealth in cui Deadshot è capace di mirare anche nei punti ciechi, per cui Batman deve essere cauto nei suoi movimenti, anche perché il cecchino ha un ostaggio. Una volta sconfitto, Deadshot viene catturato.
- Bird: di ritorno dall'obitorio, Batman capta una chiamata in cui i criminali si stanno azzuffando per il Venom. Batman deve rintracciare colui che lo sta mettendo in circolazione, il luogotenente di Bane chiamato Bird e neutralizzarlo.
- Scene del crimine: nel corso del gioco Batman intercetta le comunicazioni della polizia riguardanti la segnalazione di scene del crimine irrisolte; il compito del vigilante sarà quello di analizzare le prove sui luoghi del delitto e catturare i criminali responsabili.
- Evasi di Blackgate: dopo la fine del gioco e aver risolto tutte le scene del crimine, Gordon chiede a Batman se può rintracciare alcuni evasi di Blackgate e segnalarglieli dopo averli neutralizzati. Alla fine della missione, Batman chiede a Gordon se d'ora in poi la polizia lo lascerà fare il suo dovere e il poliziotto risponde che forse glielo permetterà.

## Modalità Multiplayer Online
Finora questo è stato l'unico gioco della serie Batman: Arkham a comprendere una modalità multiplayer (I server sono stati chiusi il 4 dicembre 2016). Questa modalità includeva due diverse sfide:

### Invisible Predator Online
Questa è la modalità basilare (e inizialmente l'unica disponibile), fino ad otto giocatori possono competere. Di questi giocatori tre interpretano gli uomini della banda di Joker, altri tre quelli della banda Bane e gli altri due interpretano Batman e Robin. I sei membri delle bande devono collaborare con i propri compagni e sconfiggere i propri avversari. Ogni squadra ha 25 possibilità di "riapparire" una volta morti ma quando tutti i "rinforzi" sono terminati la squadra avversaria vince. Ogni squadra è dotata di tipi diversi di armi e di visori notturni simili alla modalità detective di Batman ma che si esaurisce rapidamente, può rifornirsi di munizioni e granate da casse apposite ed è aggiornata sul procedimento della missione dai loro leader (Bane e Joker) e dai loro assistenti (Bird e Harley Quinn). Inoltre Joker e Bane possono richiedere di entrare in gioco facendo a cambio con un normale scagnozzo. I due boss non hanno il visore notturno ma possono correre più velocemente e sono dotati di armi più letali come la forza bruta di Bane e la pistola "Ace of Spades" di Joker. I due supereroi si tengono in contatto radio con Alfred e hanno il compito di fare fuori i nemici senza farsi vedere come in una normale sfida predatore, continuando a mettere fuori gioco i nemici si potrà riempire l'indicatore di paura e quando sarà pieno le tutti i nemici saranno costretti alla ritirata e Batman e Robin risulteranno vincitori.

### Hunter Hunted
Questa modalità supporta solo sette giocatori (Robin è assente). La differenza rispetto alla modalità precedente sta nel fatto che una volta morto un giocatore non può più riapparire. L'obiettivo delle bande di Joker e Bane è uccidere gli avversari e Batman o prendere in possesso tutti i tre punti di controllo. L'obiettivo di Batman è invece mettere KO tutti i nemici o prendere 2 punti di controllo. Joker e Bane non possono entrare in gioco durante una partita Hunter Hunted.

## Livelli di difficoltà
Mentre il primo e il secondo capitolo prevedevano rispettivamente tre e due livelli di difficoltà (il secondo dei quali, la Nuova Partita +, in realtà è uguale eccezion fatta per l'assenza degli avvertimenti per i contrattacchi), il terzo videogioco della serie prevede la modalità principale, la Nuova Partita + e una modalità inedita chiamata Io sono la Notte, sbloccabile dopo aver completato due volte la storia principale e in cui sono previsti salvataggi, ma con un'eccezione: infatti, in caso di morte del protagonista, il giocatore dovrà ricominciare la storia dall'inizio e non dall'ultimo checkpoint.

## Personaggi

### Eroi e alleati
- Bruce Wayne/Batman: non ancora affermatosi come paladino di Gotham City, ma comunque già temuto dalla criminalità, l'uomo pipistrello si ritrova una taglia sulla sua testa da 50 milioni di dollari, offerta dal supercriminale Maschera Nera ad otto assassini. Il Cavaliere Oscuro dovrà affrontare questa minaccia. Doppiatore: Roger Craig Smith (inglese), Marco Balzarotti (italiano).
- Alfred Pennyworth: è di sostegno a Batman tramite comunicazione radio ed è sempre presente nella Batcaverna ogni volta che il Cavaliere Oscuro ci si reca. Non è ancora molto fiducioso nella scelta di Bruce Wayne di combattere la malavita e spesso lo incita a tirarsi indietro. Doppiatore: Martin Jarvis (inglese), Cesare Rasini (italiano).
- James Gordon: è il capitano della polizia di Gotham e uno dei pochi poliziotti non corrotti. Ancora non ha fiducia in Batman, ma alla fine instaurerà con lui la leggendaria alleanza/amicizia. Una volta completata la missione secondaria riguardante le indagini sugli omicidi, Gordon chiederà al Cavaliere Oscuro di catturare gli ultimi evasi da Blackgate. Doppiatore: Michael Gough (inglese), Mario Scarabelli (italiano).
- Barbara Gordon: è la figlia del capitano della polizia James Gordon. Al contrario di suo padre, Barbara crederà subito in Batman. Inoltre chiederà al Cavaliere Oscuro di disattivare le armi che il Pinguino tiene in vari punti della città. Doppiatrice: Kimberly Brooks (inglese), Debora Magnaghi (italiano).
- Dick Grayson/Robin: giocabile solo nella modalità multiplayer online. Doppiatore: Josh Keaton (inglese), Davide Albano (italiano).

### Nemici
- Joker: supercriminale dall'aspetto clownesco e dalla personalità sadica e psicotica, ha rapito Maschera Nera, ha arruolato i suoi scagnozzi mettendoglieli contro e ha assunto il suo alias per commettere un colpo alla Merchant's Bank. Inoltre, ha offerto ad otto assassini una taglia da 50 milioni di dollari sulla testa di Batman. Durante il colpo alla Merchant's Bank, si rivelerà a quest'ultimo. Inizialmente ha l'intenzione di uccidere il Crociato Incappucciato, ma poi svilupperà la sua leggendaria ossessione per lui e per il resto del gioco cercherà di far capire al Pipistrello quanto si somiglino. È anche un personaggio giocabile, come Cappuccio Rosso, nella breve seduta tra lui e la dottoressa Harleen Quinzel e nella modalità online. Doppiatore: Troy Baker (inglese), Riccardo Peroni (italiano).
- Bane: uno degli otto assassini ingaggiati da Joker. Si inietta una sostanza chiamata Venom, tramite dei tubi collegati al cervello per accrescere la propria massa muscolare. Batman, inoltre, si recherà nella sua base operativa e scoprirà che Bane è a conoscenza della sua vera identità. Come il Joker anche lui è un personaggio giocabile online. Doppiatore: J.B. Blanc (inglese), Luca Ghignone (italiano).
- Roman Sionis/Maschera Nera: è stato rapito da Joker il quale ha assunto il suo alias e ucciso la sua fidanzata per commettere un colpo alla Merchant's Bank, la banca di sua proprietà. Riuscito a liberarsi e a scappare durante uno scontro tra Batman e Copperhead, più tardi affronterà il Cavaliere Oscuro dopo che quest'ultimo avrà distrutto tutte le sue riserve di droga, mentre cerca di riorganizzare il suo impero criminale. Doppiatore: Brian Bloom (inglese), Ivo De Palma (italiano).
- Slade Wilson/Deathstroke: uno degli otto assassini ingaggiati da Joker. È un ex soldato sottoposto ad un esperimento che ha elevato le sue doti atletiche e di lotta, ma che al tempo stesso ha danneggiato il suo equilibrio mentale. Irrompe durante l'interrogatorio che Batman sta facendo a Pinguino, intraprendendo uno scontro molto combattuto con il Cavaliere Oscuro. Dopo averlo sconfitto Batman potrà acquisire il suo artiglio remoto. Doppiatore: Mark Rolston (inglese), Claudio Moneta (italiano).
- Oswald Cobblepot/Pinguino: un trafficante d'armi il cui celebre soprannome è dato dal suo aspetto fisico. Ha rapito Alberto Falcone, figlio di Carmine, il boss mafioso più potente di Gotham, tenendolo in ostaggio e torturandolo nella Final Offer. Batman si recherà da lui per farsi rivelare la posizione di Maschera Nera. Doppiatore: Nolan North (inglese), Oliviero Corbetta (italiano).
- Waylon Jones/Killer Croc: uno degli otto assassini ingaggiati da Joker. È affetto, sin da bambino, da una rara malattia che ha modificato il suo DNA e la sua pelle rendendolo a tutti gli effetti un gigantesco rettile umanoide. Appare nella fase iniziale in cui aiuta il Joker/Maschera Nera nella sua irruzione al Penitenziario di Blackgate. Batman lo affronterà sul tetto della medesima struttura. Farà una breve comparsa anche nella seconda invasione da parte del Joker al penitenziario; tenterà un altro scontro con Batman, ma fuggirà dopo che un cecchino, colpito da James Gordon con una mazza da baseball, gli sparerà accidentalmente (ovviamente senza ferirlo per via della sua pelle dura). Doppiatore: Khary Payton (inglese), Stefano Albertini (italiano).
- Floyd Lawton/Deadshot: uno degli otto assassini ingaggiati da Joker. È un tiratore dalla mira perfetta, cosa che lo rende il migliore al mondo. Attirerà l'attenzione di Batman abbattendo un elicottero della polizia, per poi venire affrontato dal Cavaliere Oscuro all'interno della Gotham Merchant's Bank. Lo scontro con Deadshot è analogo a quello di Due Facce in Batman: Arkham City, il quale viene affrontato nel museo giocando con Catwoman. Doppiatore: Chris Cox (inglese), Gianni Gaude (italiano).
- Copperhead: una degli otto assassini ingaggiati da Joker. È una donna con caratteristiche e abilità da serpente. Inietterà un veleno a Batman che causerà a quest'ultimo delle forti allucinazioni. L'uomo pipistrello dovrà affrontare Copperhead sotto quest'effetto e poi acquisire l'antidoto sintetizzato da Alfred. Doppiatrice: Rosa Salazar (inglese) , Donatella Fanfani (italiano)
- Lester Buchinsky/Electrocutioner: uno degli otto assassini ingaggiati da Joker. È un teppista che usa dei guanti elettrificati per infliggere danni ai suoni nemici, ma a parte quest'arma è uno spaccone e non ha doti particolari. Batman lo metterà K.O. con un solo calcio alla mascella sulla nave del Pinguino. Successivamente verrà ucciso da Joker il quale lo scaraventerà da una finestra del Royal Hotel. Dopo la morte di Electrocutioner, Batman potrà acquisire i suoi guanti elettrificati. Doppiatore: Steven Blum (inglese), Renzo Ferrini (italiano).
- Garfield Lynns/Firefly: uno degli otto assassini ingaggiati da Joker. È un piromane seriale che indossa un'armatura dotata di un jet pack che lo rende simile all'insetto di cui porta il nome, la lucciola. Incendia il Pioneer's Bridge con il suo lanciafiamme e piazza quattro bombe sullo stesso per attirare Batman. Il Cavaliere Oscuro dovrà fermarlo. Doppiatore: Crispin Freeman (inglese), Andrea Bolognini (italiano).
- Shiva: un membro della Lega degli assassini e una degli otto killer ingaggiati dal Joker. Sfida Batman a superare delle prove che consistono nel salvare due guardie tenute in ostaggio da lei. Il Cavaliere Oscuro dovrà trarle in salvo e poi affrontare Shiva. È presente anche nella campagna sfida Iniziazione. Doppiatrice: Kelly Hu (inglese), Alessandra Felletti (italiano).
- Enigma/Edward Nashton: un misterioso individuo che ha assoldato, segretamente, degli sgherri di altri supercriminali per far nascondere loro dei dati che ha intenzione di usare per ricattare Gotham. Riconoscendo in Batman una seria minaccia, ha installato dei sistemi di jamming che disturbano le attività del Cavaliere Oscuro come lo spostamento con il Batwing. Batman dovrà raccogliere tutti i dati nascosti, disattivare i sistemi di jamming e fermare Enigma. Doppiatore: Wally Wingert (inglese), Daniele Demma (italiano).
- Lonnie Machin/Anarky: un individuo autoproclamatosi "voce del popolo" che combatte la criminalità e la corruzione uccidendo i criminali. Batman, non appoggiando il suo modo di combattere il crimine, dovrà disinnescare tre bombe che ha piazzato in città. Doppiatore: Matthew Mercer (inglese), Maurizio Merluzzo (italiano).
- Jervis Tetch/Cappellaio Matto: un inventore folle ossessionato dalla favola Alice nel Paese delle Meraviglie che ha assunto l'identità del famoso Cappellaio Matto del libro e ha rapito una ragazza che lui crede essere l'incarnazione di Alice. Ha reso diversi scagnozzi di altri supercriminali suoi schiavi facendo indossare loro una maschera da coniglio contenente dei chip per il controllo mentale. Batman dovrà liberare la ragazza e fermare il pazzo. Doppiatore: Peter MacNicol (inglese), Riccardo Rovatti (italiano).

### Altri personaggi
- Alberto Falcone: il figlio del boss mafioso Carmine Falcone. Viene rapito dal Pinguino, il quale lo tortura per costringerlo a convincere suo padre a lasciare le sue attività criminali. Si scopre che è un paziente di Hugo Strange essendo affetto da disturbo della personalità. Doppiatore: Paolo De Santis (italiano).
- Howard Branden: il leader corrotto della SWAT, anch'egli interessato alla taglia sulla testa di Batman. Doppiatore: Chris Fries (inglese), Alberto Olivero (italiano).
- Gillian B. Loeb: il commissario corrotto della polizia di Gotham City. Viene ucciso dal Joker attraverso l'esecuzione che sarebbe dovuta essere dell'Uomo Calendario, perché "non previsto" nei piani del Clown Principe del Crimine. Doppiatore: Luca Ghignone (italiano).
- Martin Joseph: il direttore del Penitenziario di Blackgate. Il Joker lo ha torturato, accecandolo all'occhio destro, e costretto a favorire l'invasione dei suoi scagnozzi nella struttura stessa. Successivamente apparirà nuovamente come ostaggio del criminale. Doppiatore: Diego Baldoin (italiano)
- Vicki Vale: giornalista sempre in cerca di scandali da trasformare in notizie. Viene prima tenuta in ostaggio dal falso Maschera Nera che poi si rivelerà essere il Joker, nel penitenziario di Blackgate, poi curerà un servizio in diretta riguardante lo scontro tra Batman e gli sgherri del clown sul tetto del Royal Hotel. Doppiatrice: Grey DeLisle (inglese).
- Ricky "Il Chiacchierone" Leblanc: trafficante d'armi del Pinguino. Interrogato due volte da Batman, è riconoscibile dal cappello da Babbo Natale che indossa. Doppiatore: Renzo Ferrini (italiano).
- Tracey e Candy: le segretarie del Pinguino.
- Bird: braccio destro di Bane, gestisce il traffico del Venom a Gotham City. Batman si mette nelle sue tracce quando a Gotham scoppia una guerra tra bande per il possesso della sostanza. Doppiatore: Federico Zanandrea (italiano)
- Harleen Quinzel: psichiatra del penitenziario di Blackgate. Il Joker le racconterà la sua storia e instaurerà con lei "uno speciale rapporto di amicizia". In seguito apparirà come ostaggio di alcuni sgherri del Clown Principe del Crimine, quando quest'ultimo prenderà il controllo del penitenziario. Il suo futuro alter ego, Harley Quinn, appare come voce fuori campo nella modalità multiplayer online e sarà di supporto a Joker. Doppiatrice: Tara Strong (inglese), Marcella Silvestri (italiano).
- Julian Day/Uomo Calendario: fa un cameo nella primissima fase del videogioco. Inizialmente appare come condannato a morte, ma poi viene liberato dal Joker per "giustiziare" il commissario della polizia corrotto Gillian B. Loeb.
- Thomas e Martha Wayne: gli amati genitori di Bruce Wayne. Appaiono nel ricordo di Bruce/Batman nella notte in cui vennero assassinati da Joe Chill.
- Joe Chill: l'assassino di Thomas e Marha Wayne, i genitori di Bruce. Appare nel ricordo di Bruce/Batman nella notte in cui li uccise.
- Bruce Wayne bambino: appare nel ricordo di sé stesso nella notte in cui Joe Chill uccise i suoi genitori.
- Harvey Bullock: ispettore della polizia di Gotham, e assieme a James Gordon uno dei pochi poliziotti non corrotti. Non crede nella lotta al crimine di Batman. Doppiatore: Robert Costanzo (inglese), Tony Fuochi (italiano).
- Jack Ryder: solo come voce fuoricampo durante i titoli di coda. Famoso giornalista di Gotham City, conduce un dibattito radiofonico con dei politici su quanto successo la notte di Natale. Doppiatore: James Horan (inglese), Luca Ghignone (italiano).
- Quincy Sharp: è udito in un dialogo con Shiva in uno dei nastri di dati compromettenti sbloccabili nel profilo dell'assassina; i due discutono di un possibile accordo fra Sharp e il misterioso maestro di Shiva. Come consulente politico, si sente nei titoli di coda che partecipa ad un dibattito radiofonico condotto da Jack Ryder, nel quale ritiene insufficiente la sicurezza di Blackgate e propone l'apertura dell'Arkham Asylum, una struttura di massima sicurezza dove i supercrimininali possono essere rinchiusi e "curati". Doppiatore: Cesare Rasini (italiano).
- Amanda Waller: farà visita a Deathstroke, ormai rinchiuso nel penitenziario di Blackgate, e gli proporrà di unirsi alla sua squadra. Doppiatrice: Alessandra Ferretti (italiano).
- Cyrus Pinkney: famoso architetto del passato, nonché creatore di buona parte della vecchia Gotham. In una missione secondaria bisogna cercare e criptare con la modalità detective 8 placche con su scritta la storia del suo omicidio ai tempi degli antenati di Bruce Wayne e di Oswald Cobblepot. Doppiatore: Antonio Paiola (italiano).
- Kirigi: maestro di arti marziali da cui Bruce Wayne apprenderà le varie tecniche di lotta che alla fine lo renderanno Batman. Presente solo nella campagna sfida Iniziazione. Doppiatore: Vittorio Bestoso (italiano).
- Tiffany Ambrose: la fidanzata di Roman Sionis. Viene perseguitata e poi uccisa da Joker alle Lacey Towers.

## Promozione
(Tagline del videogioco)
Il 20 maggio 2013 è stato pubblicato il teaser trailer del videogioco, che vede Batman impegnato in uno scontro con Deathstroke e in cui compaiono anche Maschera Nera e Deadshot. Nello stesso giorno vengono anche pubblicati la copertina ufficiale e nuovi screenshot. All'E3 è stato presentato un demo di 15 minuti e un trailer che mostra sequenze di gameplay. Inoltre, è stato confermata la Collector's Edition al prezzo di 99€ contenente:
- Una confezione olografica e uno steelbook
- Un artbook intitolato "The Art of Batman: Arkham Origins"
- Due DLC (uno con Deathstroke e un costume aggiuntivo per Batman)
- Una statuetta di 23 cm di Batman che solleva il Joker[8]

Il 19 luglio 2013, al San Diego Comic-Con International, è stato proiettato un trailer che mostra la presenza del gioco di Copperhead.
Il 31 luglio 2013 è stato pubblicato un trailer che mostra l'inclusione per la prima volta nella saga del multiplayer, sviluppato da Splash Damage. Questo sarà disponibile nella modalità online, dove due videogiocatori potranno vestire i panni di Batman e Robin e affrontare altri sei videogiocatori che useranno il Joker, Bane e due dei loro scagnozzi.
Il 20 agosto 2013, al Gamescom di Colonia, è stato pubblicato un trailer che conferma la presenza di Firefly, della Batcaverna, del Batwing e del penitenziario di Blackgate. Allo stesso evento è stato anche presentato un demo che mostra la parte in cui Batman incontra Firefly.
Il 26 settembre 2013 è stato annunciato il "Season Pass" che includerà diversi costumi alternativi di Batman, delle mappe sfida che verranno giocate come Bruce Wayne ai tempi del suo allenamento prima di divenire il Cavaliere Oscuro e un'espansione della storia principale.
Il 28 settembre 2013 è stata annunciata la colonna sonora che conterrà 32 composizioni curate da Christopher Drake. Verrà pubblicata il 22 ottobre.
Il 1º ottobre 2013 è stata mostrata un'immagine che conferma la presenza di una giovane Barbara Gordon.
Il 12 ottobre 2013, al New York Comic Con di New York, è stata annunciata l'inclusione di Electrocutioner come assassino ingaggiato da Maschera Nera e un trailer per la versione per iOS e Android del videogioco, sviluppata da NetherRealm Studios.
Il 23 ottobre viene pubblicato il trailer di lancio.
Il 25 febbraio 2014 viene annunciata l'uscita dell'espansione Batman: Arkham Origins - Freddo, gelido cuore, prevista per il 22 aprile dello stesso anno.
Il 9 aprile il canale YouTube di DC Entertainment carica il video di un'intervista a Eric Holmes e Benoit Richer, nel quale vengono mostrate sequenze di gameplay dell'espansione Freddo, gelido cuore.

## Batman: Arkham Origins - Freddo, gelido cuore
Il 22 e 23 aprile 2014, è stata pubblicata come DLC un'espansione del videogioco intitolata Batman: Arkham Origins - Freddo, gelido cuore. Nella prima data sono state messe in commercio le versioni per Xbox 360 e PC, mentre nella seconda, la versione per PlayStation 3. L'espansione racconta il primo incontro tra Batman e Mr. Freeze, ricalcando abbastanza fedelmente l'episodio "Cuore di ghiaccio" della serie animata Batman.

### Trama
La notte di Capodanno l'assegnazione del premio Umanitario dell'Anno a Villa Wayne viene interrotta da alcuni uomini di Pinguino guidati da un misterioso individuo dalla pelle blu, dotato di un'armatura corazzata e un fucile congelante che rapisce Ferris Boyle, ricco capo della GothCorp e neo-eletto Umanitario dell'Anno. Dopo aver salvato Alfred e la giornalista Vicky Vale, Bruce scende nella Batcaverna e recupera la sua attrezzatura, mentre Alfred, appena fatti evacuare gli ospiti, si mette ad ultimare la Tuta XE (Extreme Eviroment) adatta alle gelide temperature.
Batman si mette sulle tracce di quell'uomo, che i criminali del Pinguino chiamano Mr. Freeze, che scopre essere intento a rubare un oggetto alla GothCorp a cui solo Ferris può accedere, facendo inoltre la scioccante scoperta che la società è immischiata in loschi affari di produzione di armi criogeniche. Batman giunge alla GothCorp solo per scoprire che Cobblepot ha rotto la sua alleanza con Freeze, i suoi uomini si sono impadroniti di alcune armi congelanti trovate nella fabbrica e lo stanno mettendo alle strette. Batman sconfigge Pinguino e i suoi uomini ma Freeze fugge con Boyle e innalza un muro di ghiaccio, intrappolando Pinguino; quest'ultimo rivela che l'unico strumento che può distruggere del ghiaccio così spesso è una Crio-Trivella, ma il criminale l'ha mandata al suo nightclub, il MyAlibi, dove il suo portavoce Ricky LeBlanc l'ha disassemblata. Mentre si dirige al club, Alfred scopre che Mr. Freeze, alias Victor Fries, era un lavoratore della GothCorp prima di sparire dalla circolazione, facendo teorizzare a Batman che è in cerca di vendetta per essere stato licenziato.
Per trovare tutte le parti della Crio-Trivella, Batman viene munito dell'ultimata tuta XE dotata di guanti termici con i quali può sciogliere il ghiaccio e liberare le vittime congelate di Cobblepot. Dopo aver trovato tutti i pezzi del macchinario, Batman entra nella GothCorp e accede a una stanza messa in quarantena dopo un incidente per trovare uno speciale composto chimico creato da Fries per alimentare la Crio-Trivella. Analizzando la stanza e ricostruendo la scena del crimine Bruce scopre le origini di Freeze: Victor era stato assunto per fare ricerche sulla criogenia e stava inoltre studiando la malattia di Huntington, della quale sua moglie Nora ne era affetta. Per permetterle di sopravvivere, Victor la congelò e promise a Boyle di usare la sua tecnologia per il programma segreto di armi criogeniche della GothCorp, fintanto che egli devolvesse una parte del capitale per permettergli di studiare una cura per la malattia. Tuttavia, quando Victor capì che Boyle non avrebbe tenuto fede alla sua parola, decise di proseguire le ricerche da solo, facendo infuriare il miliardario; mentre la capsula criogenica di Nora veniva portata via, vi fu un incidente, durante il quale Fries entrò in contatto con agenti chimici che non lo uccisero, ma lo resero incapace di sopportare le temperature sopra lo zero. Creata una tuta per superare questo ostacolo, Fries diventò Mr. Freeze e ora vuole recuperare la moglie e vendicarsi sul suo ex-capo.
Per quanto compatito dalla sua situazione, Batman deve fermarlo e permettere alla giustizia di seguire il corretto percorso, ora che le azioni criminose di Boyle sono venute a galla. Apertosi con la Crio-Trivella un varco nel muro di ghiaccio e usando l'astuzia per attaccare Freeze e senza farsi vedere, Batman riesce a sconfiggere il criminale e liberare l'ostaggio, ma Ferris congela il vigilante con l'arma di Victor e comincia a danneggiare la corazza di quest'ultimo nel tentativo di sbarazzarsi delle prove e dei testimoni delle sue azioni. Batman riesce a liberarsi, mette KO Boyle e salva Freeze e la capsula di Nora.
Durante i titoli di coda, il servizio di Vicky Vale dettaglia l'arresto di Freeze, Cobblepot e Boyle, mentre le diverse testimonianze dei coinvolti e della polizia rivelano che Gotham è pronta ad accogliere Batman come suo paladino.

### Personaggi

#### Eroi e alleati
- Bruce Wayne/Batman: questa volta il Cavaliere Oscuro dovrà salvare il proprietario della GothCorp, Ferris Boyle, dalle grinfie di Mr. Freeze, il quale lo ha rapito durante il veglione di Capodanno a Villa Wayne per farsi rivelare un misterioso codice. Inoltre, in questa espansione, Batman farà uso della tuta XE (che rispetto alla tuta classica, doterà Batman di una vita più lunga) e di guanti e batarang termici, i quali lo proteggeranno dalle temperature estremamente basse e gli permetteranno di rompere gli strati di ghiaccio che bloccano le uscite, condotti d'aerazione oppure i dispositivi di sicurezza. Tuttavia non potrà ricorrere alle granate alla colla in quanto le ha esaurite (tale storia difatti è ambientata sette giorni dopo gli eventi centrali e Alfred, in una comunicazione, rivelerà a Bruce che il composto di base che le sosteneva si è rivelato instabile, causando la loro esplosione).
- Alfred Pennyworth: come è sempre è di supporto a Batman tramite comunicazione radio. Nella fase iniziale appare anche come ostaggio degli sgherri di Pinguino che, insieme a Mr. Freeze, hanno fatto irruzione a Villa Wayne, per poi essere, naturalmente, salvato da Batman.

#### Nemici
- Victor Fries/Mr. Freeze: uno scienziato adesso racchiuso dentro un'armatura e che a causa di un incidente necessita di temperature sottozero per poter sopravvivere. Usando delle armi congelanti, ha fatto irruzione durante il veglione di Capodanno a Villa Wayne con l'intento di rapire il proprietario della GothCorp, Ferris Boyle, per farsi rivelare un misterioso codice. Doppiatore: Maurice LaMarche (inglese), Gianni Quillico (italiano).
- Oswald Cobblepot/Pinguino: stringe una breve alleanza con Mr. Freeze "prestandogli" i suoi scagnozzi per commettere il rapimento di Ferris Boyle, in cambio delle armi criogeniche di cui il glaciale scienziato si serve. Tuttavia in seguito ci saranno dei disaccordi tra i due, i quali finiranno per mettersi uno contro l'altro.

#### Altri personaggi
- Ferris Boyle: il proprietario della GothCorp che ha ricevuto dalla Wayne Foundation il premio "umanitario dell'anno". Mr. Freeze lo rapisce durante il veglione di Capodanno tenutosi a Villa Wayne, al fine di farsi rivelare un misterioso codice. Verso la fine del gioco si scopre che è in realtà un uomo malvagio e senza scrupoli, nonché responsabile dell'incidente che ha trasformato Victor Fries in Mr. Freeze. Doppiatore: Stephen Tobolowsky (inglese).
- Vicky Vale: partecipa al veglione di Capodanno a Villa Wayne in cui Ferris Boyle riceve il premio "umanitario dell'anno" conferitogli dalla Wayne Foundation. Durante i titoli di coda riporterà le notizie di quanto successo nella notte.
- Nora Fries: è la moglie del Dr. Victor Fries, alias Mr. Freeze. Affetta da una rara malattia, viene tenuta in vita dal marito il quale l'ha messa in criostasi in attesa di trovare una cura. Attraverso un'indagine nel laboratorio di Fries, Batman scoprirà i veri e avidi piani di Ferris Boyle e che Mr. Freeze non è un vero criminale, ma soltanto un marito disperato che tenta in maniera altrettanto disperata di curare la moglie malata.
- Ricky "Il Chiacchierone" Leblanc: Batman lo interrogherà per farsi rivelare la posizione della trivella criogenica rubata alla GothCorp.
- James Gordon: non appare fisicamente, ma si può sentire la sua voce nelle frequenze radio della polizia su cui Batman è sintonizzato. Inoltre, durante il notiziario che si può ascoltare nei titoli di coda, viene riportata la notizia che Gordon è il favorito come successore del defunto Gillian B. Loeb (morto nella trama principale) nella carica di commissario della polizia di Gotham City.
- Vittime congelate: poliziotti e addetti alla sicurezza della GothCorp che sono stati congelati dagli sgherri di Pinguino tramite armi criogeniche. Batman potrà liberarli usando i guanti termici contenuti nella tuta XE.

## Accoglienza
A differenza dei primi due capitoli Batman: Arkham Origins ha ricevuto critiche più fredde. Secondo il sito Metacritic, aggregatore di recensioni di critica e pubblico, il titolo ha ricevuto 74/100 per la versione Xbox 360, 76/100 per la versione PS3 e 73/100 per la versione PC.
La recensione più dura è stata quella di GameSpot, 6/10, accusando mancanza di innovazione rispetto al capitolo precedente e un multiplayer mal riuscito. La community di GameSpot ha tuttavia espresso forte disappunto verso la recensione, lamentando il fatto che nonostante non ci siano state evoluzioni sostanziali il prodotto resti di pregevole fattura, lamentando, tra l'altro, che altre serie quali Call of Duty, nonostante siano prive di innovazione, ricevano sempre voti particolarmente alti.

### Riconoscimenti
- Forbes The Best (And Worst) Of E3 2013: Best Videogame[21]
- Game Informer's Best Of E3 2013 Awards: Best Action Game[22]
- Newsarama's E3 2013 Best Of Show Selections: Best Comic Book-Related Game[23]
- IGN's Best of E3 2013 Awards: Best Xbox 360 Game[24]
- BTVA Voice Acting Awards: Best Male Vocal Performance in a Video Game In a Supporting Role (JB Blanc as Bane)[25]
- Canadian Videogame Awards: Best Visual Arts, Best Animation[26]
- Xbox 360 Game Awards: Favorite Villain (Black Mask)[27]
- Everyeye.it: Game of the Month[28]

## Batman: Arkham Origins Blackgate
In contemporanea con il videogioco, è uscito su PlayStation Vita e Nintendo 3DS uno spin-off sviluppato da Armature Studio intitolato Batman: Arkham Origins Blackgate. La trama si svolge tre mesi dopo gli eventi narrati in Batman: Arkham Origins e racconta di una misteriosa esplosione avvenuta al Penitenziario di Blackgate. Batman dovrà indagare e allo stesso tempo fermare Joker, Pinguino e Maschera Nera, i quali hanno sfruttato l'occasione per prendere il controllo della struttura. Oltre ad alcuni dei nemici che appaiono in Batman: Arkham Origins come Deadshot o gli altri sopracitati, in questo spin-off si aggiungono altri personaggi come Catwoman, Solomon Grundy e Bronze Tiger. Il 1° e 2 aprile 2014, rispettivamente in Nord America e Europa, il videogioco è stato pubblicato anche su PlayStation 3, Xbox 360, Microsoft Windows e Wii U.